# شيلدون باش
شيلدون باش (بالإنجليزية: Sheldon Bach)‏ هو عالم نفس أمريكي، ولد في 1925.